# پالوکویل
پالوکویل (به انگلیسی: Palookaville) یک فیلم کمدی و جنایی آمریکایی محصول سال ۱۹۹۵ به کارگردانی آلن تیلور با بازی ویلیام فورسایت، لیسا گی همیلتون، وینسنت گالو و فرانسیس مک‌دورمند است.

## بازیگران
- ویلیام فورسایت درنقش سید دانلیوی[۳]
- وینسنت گالو در نقش راسل پاتاکی[۱]
- آدام ترسه در نقش جری
- گرت ویلیامز در نقش اد پلیس
- لیسا گی همیلتون در نقش بتی
- کیم دیکنز در نقش لوری
- سوزان چوپان در نقش مادر
- نیکول بردت در نقش کریس
- رابرت لوپون در نقش رالف
- سام کوپولا در نقش آقای کوت
- فرانسیس مک‌دورمند در نقش ژوئن
- داگلاس سیل در نقش پیرمرد
- ویلیام ریکر در نقش آرتور
- لئونارد جکسون در نقش راننده اتوبوس
- ویلیام دوئل در نقش نگهبان پول کامیون
- پیتر مک‌رابی در نقش رئیس پلیس